# Munggu (Muara Kuang)
Munggu is een bestuurslaag in het regentschap Ogan Ilir van de provincie Zuid-Sumatra, Indonesië. Munggu telt 1584 inwoners (volkstelling 2010).